# Yamaguchi Akane
Yamaguchi Akane (tiếng Nhật: 山口 茜; sinh ngày 6 tháng 6 năm 1997) là một vận động viên cầu lông người Nhật Bản thi đấu ở nội dung đơn nữ. Cô là một trong những thành viên của đội cầu lông Kumamoto Saishunkan. Yamaguchi giữ vị trí số một trong bảng xếp hạng cầu lông đơn nữ của BWF vào ngày 19 tháng 4 năm 2018, là vận động viên Nhật Bản đầu tiên giữ vị trí số một.

## Sự nghiệp
Yamaguchi lọt vào chung kết Giải vô địch cầu lông trẻ thế giới của BWF trong ba năm liên tiếp, giành huy chương bạc tại Giải vô địch cầu lông trẻ thế giới 2012 tại Chiba, Nhật Bản và hai lần giành huy chương vàng, một lần vào năm 2013 của BWF tại Bangkok, Thái Lan và năm 2014 tại Alor Setar, Malaysia.
Ở độ tuổi 16 tuổi 3 tháng, Yamaguchi trở thành tay vợt trẻ nhất từng giành chức vô địch trong một giải đấu thuộc BWF Super Series, đánh bại đối thủ đồng hương của cô là Uchida Shizuka trong trận chung kết Japan Super Series 2013 ở Nhật Bản. Đây là lần đầu tiên một tay vợt nữ người Nhật Bản giành chức vô địch đơn nữ tại Japan Open. Cô cũng là người Nhật Bản đầu tiên vô địch tại Japan Open.
Sau thất bại trước Okuhara Nozomi tại tứ kết Thế vận hội Mùa hè 2016, Yamaguchi giành được danh hiệu Super Series thứ hai của mình tại Korea Open, đánh bại hạt giống số 5 Sung Ji-hyun. Cô sau đó vô địch giải Đan Mạch mở rộng được tổ chức tại Odense, trở thành nữ tay vợt thứ ba không phải người Trung Quốc từng giành hai chức vô địch super series liên tiếp trong một mùa giải. Những người từng có thành tích này là Tai Tzu-ying, Ratchanok Intanon và Tine Baun.
Trên chặng đường đến chiến thắng ở Đan Mạch, cô đã giành chiến thắng trước nhà vô địch thế giới và huy chương vàng Olympic Carolina Marín trong một trận đấu diễn ra trong ba set, cũng như trong trận đấu với Okuhara Nozomi người mà cô chưa bao giờ đánh bại trước Thế vận hội.
Vào ngày 19 tháng 4 năm 2018, cô là người Nhật Bản đầu tiên giữ vị trí số một ở nội dung đơn nữ trên bảng xếp hạng cầu lông thế giới.

## Thành tích

### Giải vô địch cầu lông thế giới
| Năm  | Địa điểm                                          | Đối thủ      | Tỷ số        | Kết quả |
| ---- | ------------------------------------------------- | ------------ | ------------ | ------- |
| 2018 | Nhà thi đấu Thế vận hội Trẻ, Nam Kinh, Trung Quốc | P. V. Sindhu | 16–21, 22–24 | Đồng    |

### Đại hội Thể thao châu Á
| Năm  | Địa điểm                                     | Đối thủ      | Tỷ số               | Kết quả |
| ---- | -------------------------------------------- | ------------ | ------------------- | ------- |
| 2018 | Istora Gelora Bung Karno, Jakarta, Indonesia | P. V. Sindhu | 17–21, 21–15, 10–21 | Đồng    |

### Giải vô địch cầu lông châu Á
| Năm  | Địa điểm                                          | Đối thủ      | Tỷ số               | Kết quả |
| ---- | ------------------------------------------------- | ------------ | ------------------- | ------- |
| 2019 | Nhà thi đấu Vũ Hán, Vũ Hán, Trung Quốc            | He Bingjiao  | 21–19, 21–9         | Vàng    |
| 2017 | Wuhan Sports Center Gymnasium, Vũ Hán, Trung Quốc | Tai Tzu-ying | 21–18, 11–21, 18–21 | Bạc     |

### Đại hội Thể thao Đông Á
| Năm  | Địa điểm                                   | Đối thủ      | Tỷ số               | Kết quả |
| ---- | ------------------------------------------ | ------------ | ------------------- | ------- |
| 2013 | Nhà thi đấu Tân Hải, Thiên Tân, Trung Quốc | Wang Shixian | 21–19, 19–21, 16–21 | Đồng    |

### Thế vận hội Trẻ
| Năm  | Địa điểm                                     | Đối thủ     | Tỷ số               | Kết quả |
| ---- | -------------------------------------------- | ----------- | ------------------- | ------- |
| 2014 | Viện Thể thao Nam Kinh, Nam Kinh, Trung Quốc | He Bingjiao | 24–22, 21–23, 17–21 | Bạc     |

### Giải vô địch trẻ thế giới
| Năm  | Địa điểm                                              | Đối thủ        | Tỷ số               | Kết quả |
| ---- | ----------------------------------------------------- | -------------- | ------------------- | ------- |
| 2014 | Sân vận động Sultan Abdul Halim, Alor Setar, Malaysia | He Bingjiao    | 14–21, 21–18, 21–13 | Đồng    |
| 2013 | Nhà thi đấu Huamark, Bangkok, Thái Lan                | Ohori Aya      | 21–11, 21–13        | Vàng    |
| 2012 | Chiba Port Arena, Chiba, Nhật Bản                     | Okuhara Nozomi | 12–21, 9–21         | Bạc     |

### Đại hội Thể thao Trẻ châu Á
| Năm  | Địa điểm                                     | Đồng đội    | Đối thủ                                    | Tỷ số               | Kết quả |
| ---- | -------------------------------------------- | ----------- | ------------------------------------------ | ------------------- | ------- |
| 2013 | Viện Thể thao Nam Kinh, Nam Kinh, Trung Quốc | Koga Minoru | Dechapol Puavaranukroh Puttita Supajirakul | 21–19, 19–21, 21–17 | Vàng    |

### Giải vô địch trẻ châu Á
| Năm  | Địa điểm                                        | Đối thủ        | Tỷ số               | Kết quả |
| ---- | ----------------------------------------------- | -------------- | ------------------- | ------- |
| 2014 | Nhà thi đấu Đài Bắc, Đài Bắc, Đài Bắc Trung Hoa | Chen Yufei     | 21–11, 16–21, 21–13 | Vàng    |
| 2012 | Nhà thi đấu Gimcheon, Gimcheon, Hàn Quốc        | Okuhara Nozomi | 19–21, 9–21         | Đồng    |

### BWF World Tour
BWF World Tour, được tổ chức vào ngày 19 tháng 3 năm 2017 và được áp dụng vào năm 2018, là chuỗi những giải cầu lông uy tín được Liên đoàn cầu lông thế giới (BWF) tổ chức. Các giải đấu của BWF được chia thành sáu cấp độ, cụ thể là World Tour Finals, Super 1000, Super 750, Super 500, Super 300 (một phần của HSBC World Tour), và BWF Tour Super 100.
| Năm  | Giải đấu         | Cấp độ     | Đối thủ           | Tỷ số               | Kết quả |
| ---- | ---------------- | ---------- | ----------------- | ------------------- | ------- |
| 2019 | Malaysia Open    | Super 750  | Tai Tzu-ying      | 16–21, 19–21        | Á quân  |
| 2019 | German Open      | Super 300  | Ratchanok Intanon | 16–21, 21–14, 25–23 | Vô địch |
| 2018 | French Open      | Super 750  | Tai Tzu-ying      | 22–20, 17–21, 21–13 | Vô địch |
| 2018 | All England Open | Super 1000 | Tai Tzu-ying      | 20–22, 13–21        | Á quân  |
| 2018 | German Open      | Super 300  | Chen Yufei        | 21–19, 6–21, 21–12  | Vô địch |

### BWF Super Series
BWF Super Series, được khởi động vào ngày 14 tháng 12 năm 2006 và được áp dụng vào năm 2007, là chuỗi những giải cầu lông uy tín, được Liên đoàn cầu lông thế giới (BWF) tổ chức. BWF Super Series có hai cấp độ: Super Series và Super Series Premier. Một mùa giải Super Series có mười hai giải đấu trên khắp thế giới, được tổ chức từ năm 2011, trong đó những vận động viên thành công nhất tham gia Super Series Finals được tổ chức vào cuối năm.
| Năm  | Giải đấu                       | Đối thủ           | Tỷ số               | Kết quả |
| ---- | ------------------------------ | ----------------- | ------------------- | ------- |
| 2017 | Dubai World Superseries Finals | P. V. Sindhu      | 15–21, 21–12, 21–19 | Vô địch |
| 2017 | China Open                     | Gao Fangjie       | 21–13, 21–15        | Vô địch |
| 2017 | French Open                    | Tai Tzu-ying      | 4–21, 16–21         | Á quân  |
| 2017 | Denmark Open                   | Ratchanok Intanon | 16–21, 21–14, 25–23 | Á quân  |
| 2017 | Australian Open                | Okuhara Nozomi    | 12–21, 23–21, 17–21 | Á quân  |
| 2016 | Denmark Open                   | Tai Tzu-ying      | 19–21, 21–14, 21–12 | Vô địch |
| 2016 | Korea Open                     | Sung Ji-hyun      | 20–22, 21–15, 21–18 | Vô địch |
| 2015 | Japan Open                     | Okuhara Nozomi    | 18–21, 12–21        | Á quân  |
| 2014 | China Open                     | Saina Nehwal      | 12–21, 20–22        | Á quân  |
| 2013 | Japan Open                     | Uchida Shizuka    | 21–15, 21–19        | Vô địch |

     Giải đấu BWF Superseries Finals
     Giải đấu BWF Superseries Premier
     Giải đấu BWF Superseries

### BWF Grand Prix
BWF Grand Prix có hai cấp độ, Grand Prix và Grand Prix Gold. Đó là những giải đấu cầu lông được Liên đoàn cầu lông thế giới (BWF) tổ chức từ năm 2007.
| Năm  | Giải đấu         | Đối thủ               | Tỷ số               | Kết quả |
| ---- | ---------------- | --------------------- | ------------------- | ------- |
| 2017 | German Open      | Carolina Marín        | Bỏ cuộc             | Vô địch |
| 2015 | Bitburger Open   | Busanan Ongbumrungpan | 16–21, 21–14, 21–13 | Vô địch |
| 2013 | New Zealand Open | Deng Xuan             | 17–21, 21–18, 20–22 | Á quân  |

     Giải đấu BWF Grand Prix Gold
     Giải đấu BWF Grand Prix

### BWF International Challenge/Series
| Năm  | Giải đấu            | Đối thủ        | Tỷ số        | Kết quả |
| ---- | ------------------- | -------------- | ------------ | ------- |
| 2013 | Osaka International | Imabeppu Kaori | 20–22, 16–21 | Á quân  |

     Giải đấu BWF International Challenge
     Giải đấu BWF International Series

## Thống kê sự nghiệp
| Đánh đơn | Số trận đấu | Thắng | Bại | Hiệu số |
| -------- | ----------- | ----- | --- | ------- |
| Tổng     | 345         | 254   | 91  | +163    |
| 2019     | 3           | 1     | 2   | -1      |

| Đánh đôi | Số trận đấu | Thắng | Bại | Hiệu số |
| -------- | ----------- | ----- | --- | ------- |
| Tổng     | 4           | 2     | 2   | 0       |
| 2019     | 0           | 0     | 0   | 0       |